# Гувьё
Гувьё (фр. Gouvieux) — город на севере Франции, регион О-де-Франс, департамент Уаза, округ Санлис, кантон Шантийи. Расположен в 39 км к юго-востоку от Бове и в 38 км к северу от Парижа, в 15 км от автомагистралей А1 "Север" и А16 "Европейская", в месте впадения речки Нонетт в Уазу. Город находится в северной части лесного массива Шантийи. В 4 км к востоку от центра города находится железнодорожная станция Шантийи-Гувьё линии Париж-Лилль.
Население (2018) — 9 023 человека.

## Достопримечательности
- Церковь Святой Женевьевы XIII века в готическом стиле
- Шато Монвийаржен начала XX века, в настоящее время ― отель
- Шато де ла Тур начала XX века
- Шато Гувьё в центре города
- Имение Фонтен по дороге на Шантийи
- Конюшня «Нонетт» с английским парком

## Экономика
Структура занятости населения:
- сельское хозяйство — 1,6 %
- промышленность — 7,3 %
- строительство — 4,5 %
- торговля, транспорт и сфера услуг — 49,0 %
- государственные и муниципальные службы — 37,6 %

Уровень безработицы (2017) — 9,0 % (Франция в целом — 13,4 %, департамент Уаза — 13,8 %). 

Среднегодовой доход на 1 человека, евро (2018) — 29 500 (Франция в целом — 21 730, департамент Уаза — 22 150).).

## Демография
Динамика численности населения, чел.

## Администрация
Пост мэра Гувьё с 1983 года занимает член партии Республиканцы Патрис Маршан (Patrice Marchand), член Совета департамента Уаза от кантона Шантийи. На муниципальных выборах 2020 года возглавляемый им центристский список победил в 1-м туре, получив 59,28 % голосов.
| Период | Период | Фамилия         | Партия                                                                 | Примечания                                                                    |
| ------ | ------ | --------------- | ---------------------------------------------------------------------- | ----------------------------------------------------------------------------- |
| 1963   | 1977   | Поль Бурн       |                                                                        |                                                                               |
| 1977   | 1983   | Гастон Дельберг |                                                                        |                                                                               |
| 1983   |        | Патрис Маршан   | Союз за французскую демократию Союз за народное движение Республиканцы | аудитор министерства финансов, член Генерального совета и Совета департамента |

## Города-побратимы
- Доркинг, Великобритания
- Нюмбрехт, Германия

## Галерея

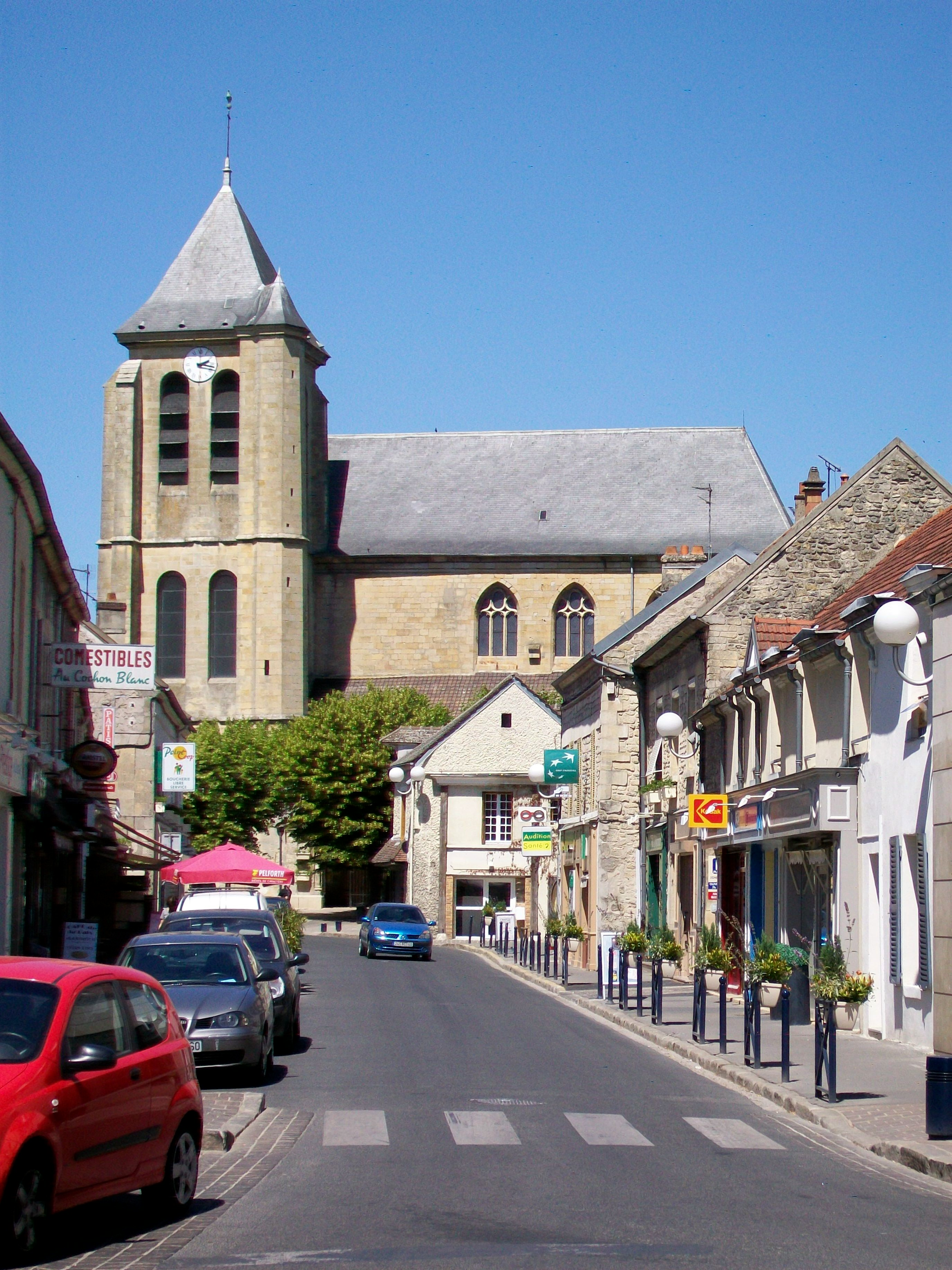
Улица Корбье-Тьебо
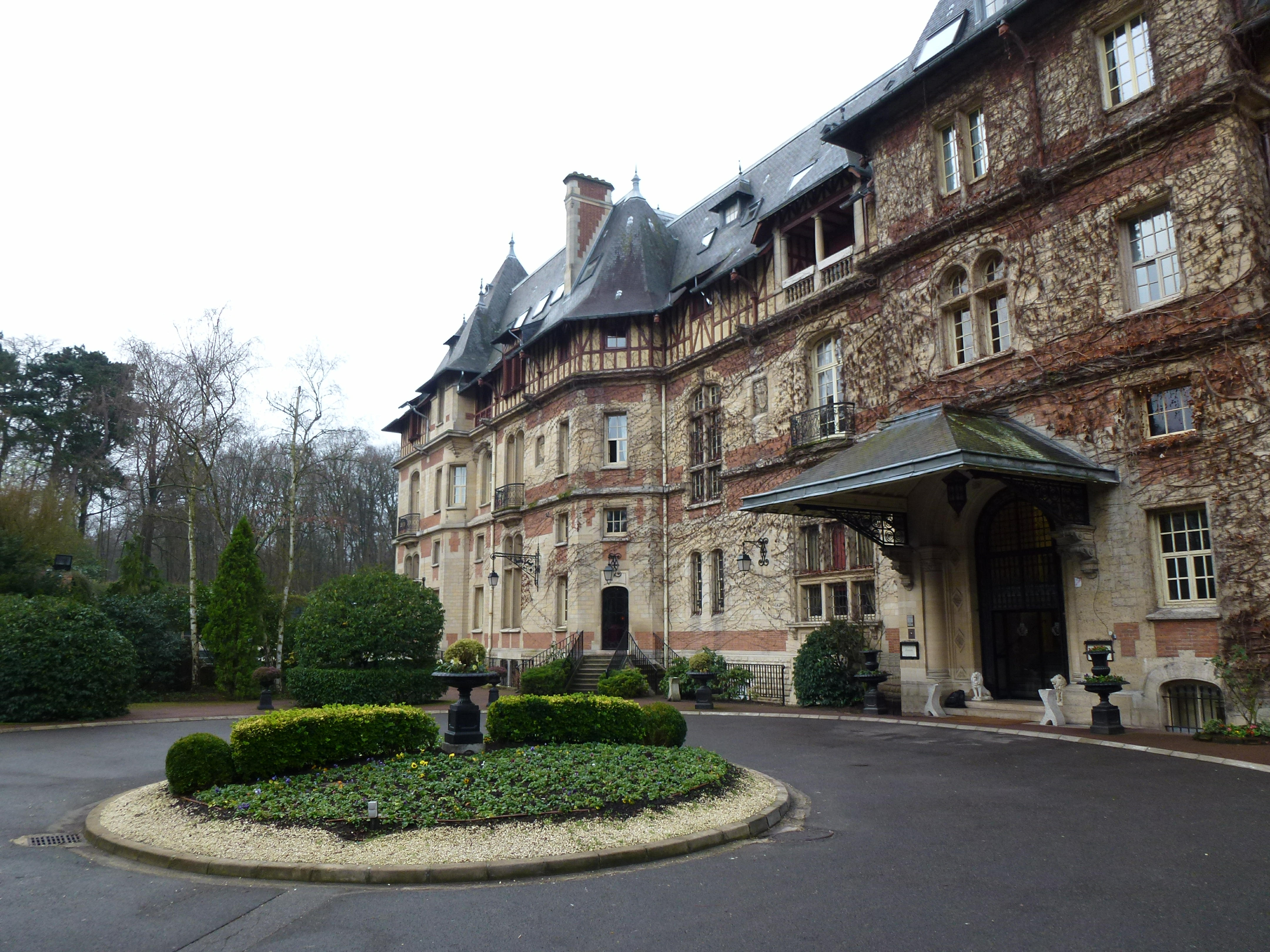
Шато Монвийаржен
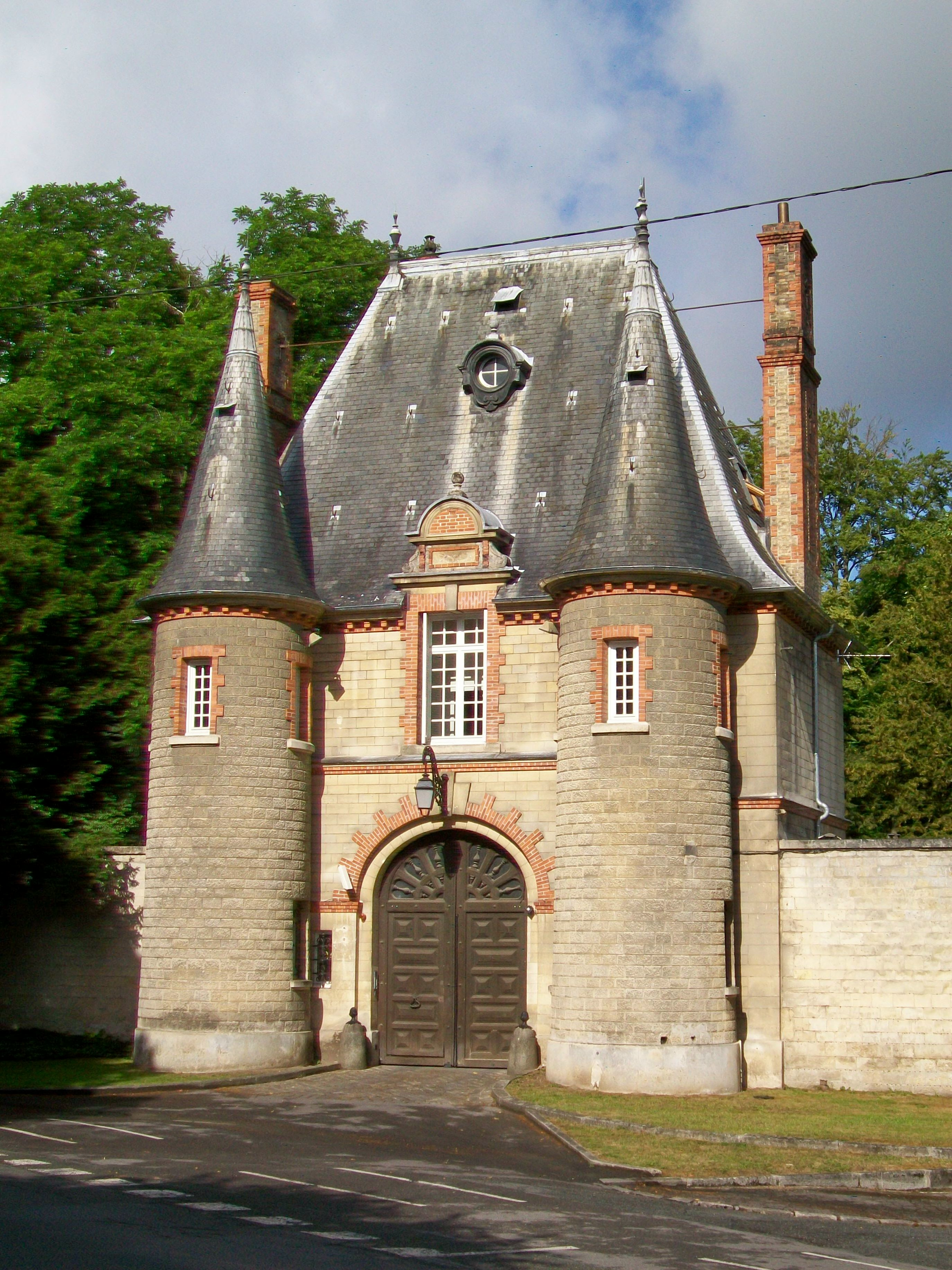
Башня на въезде в имение Фонтен
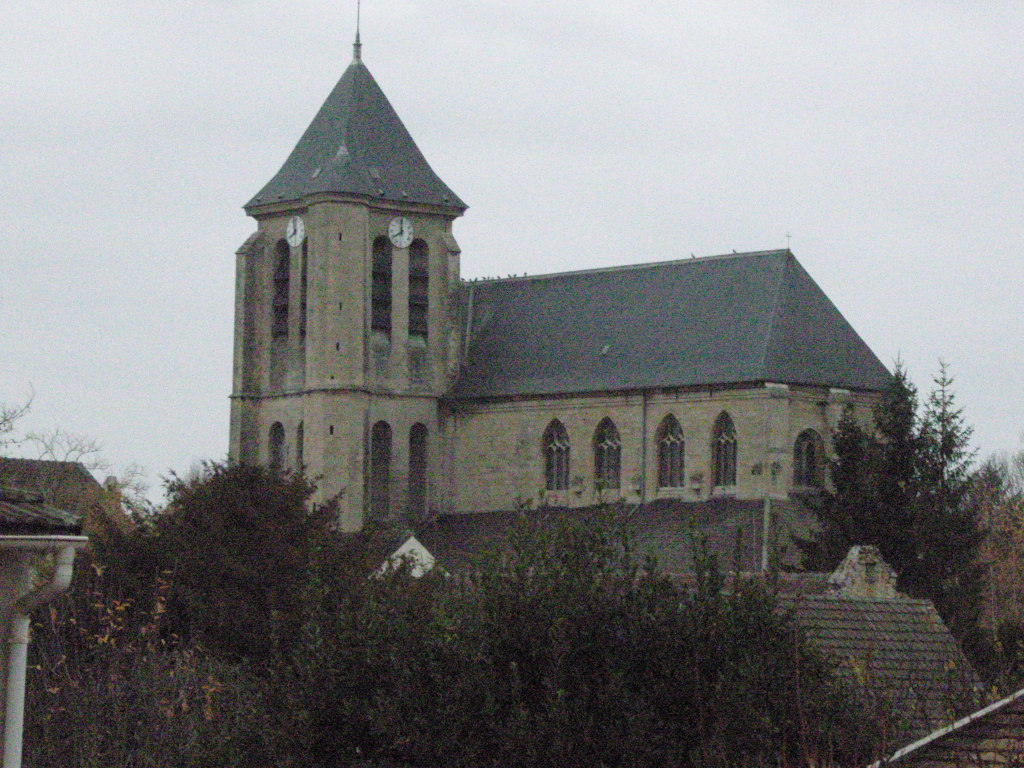
Церковь Святой Женевьевы
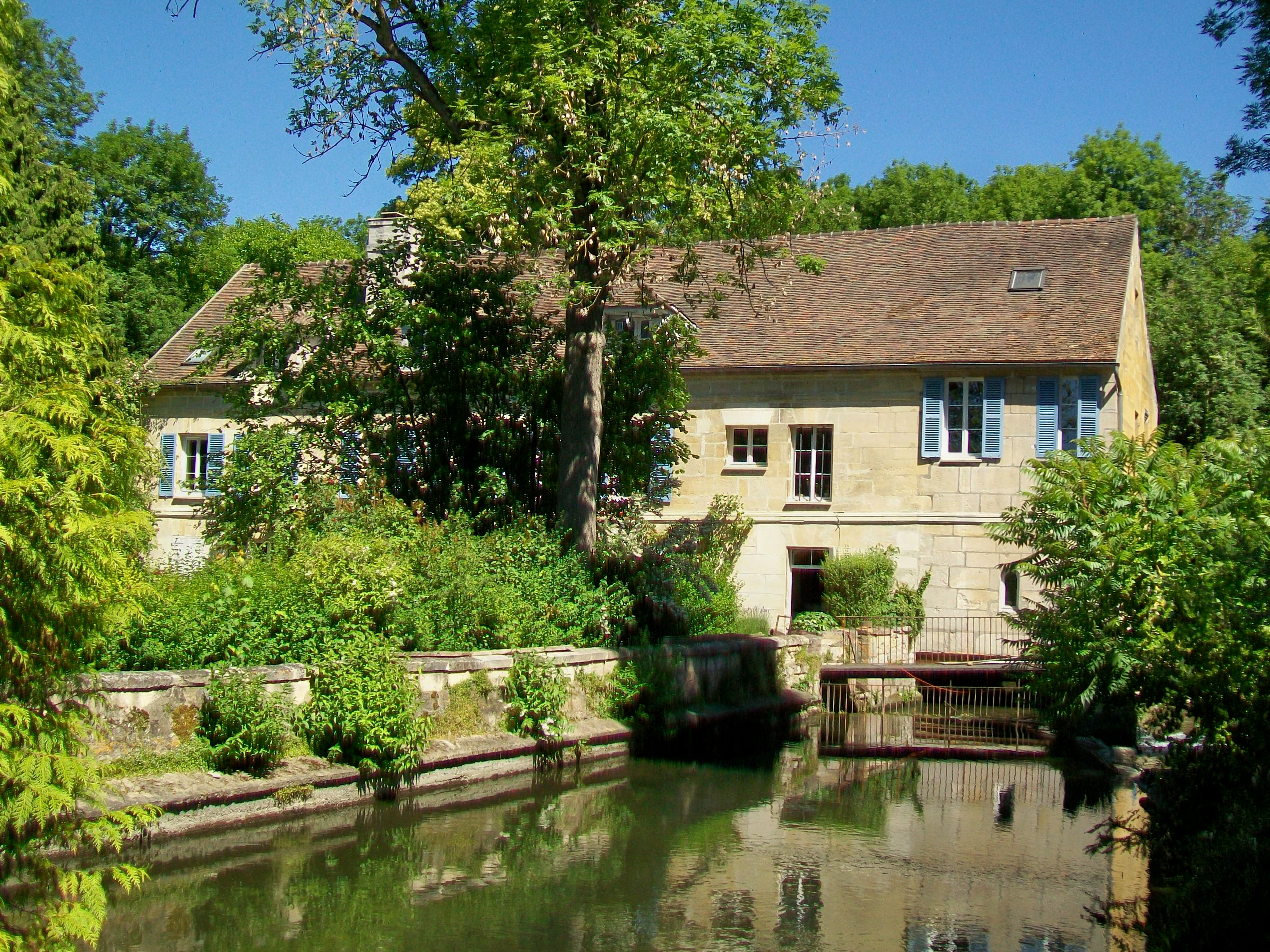
Бывшая водяная мельница
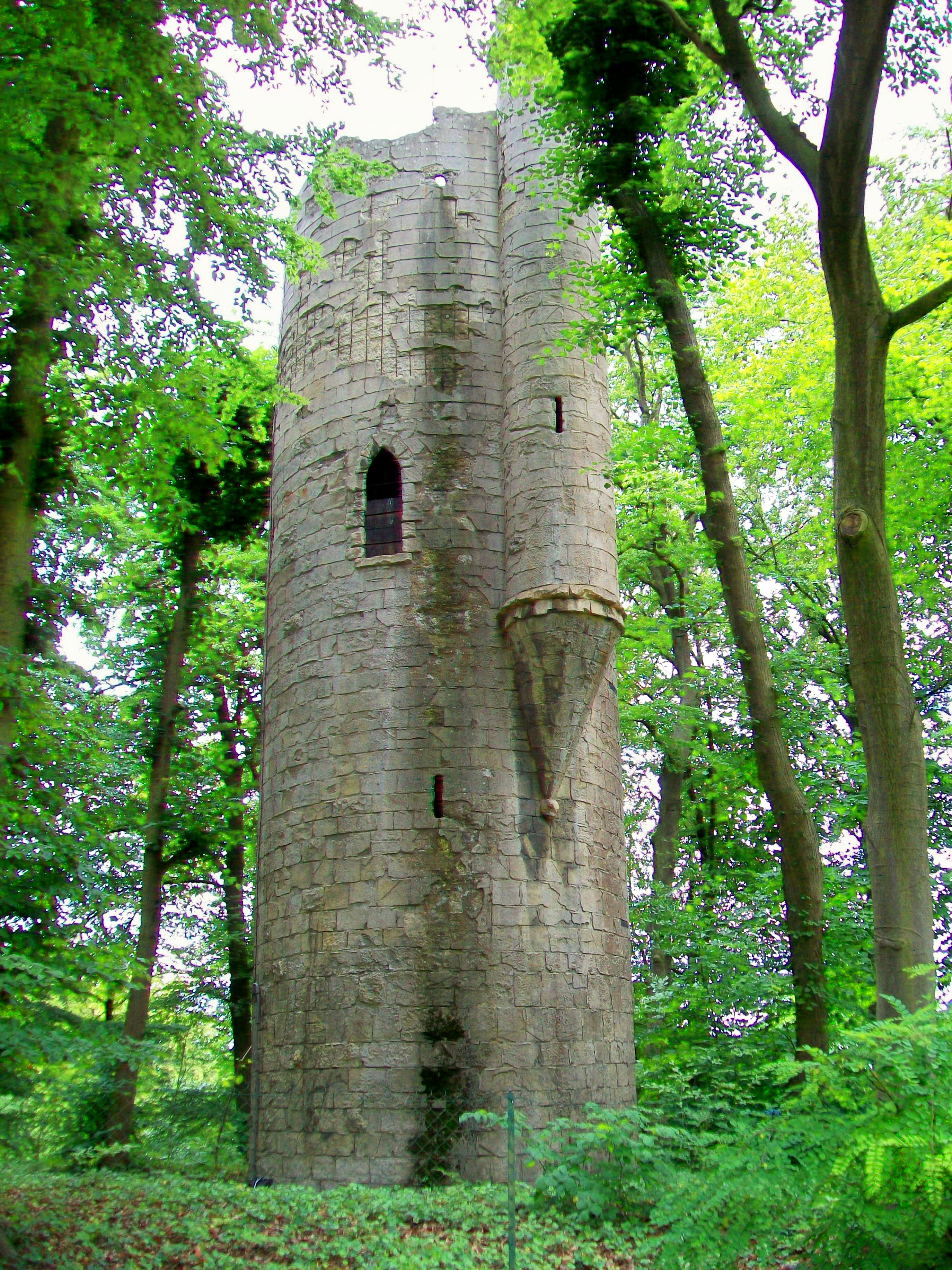
Средневековая башня в парке шато де ла Тур
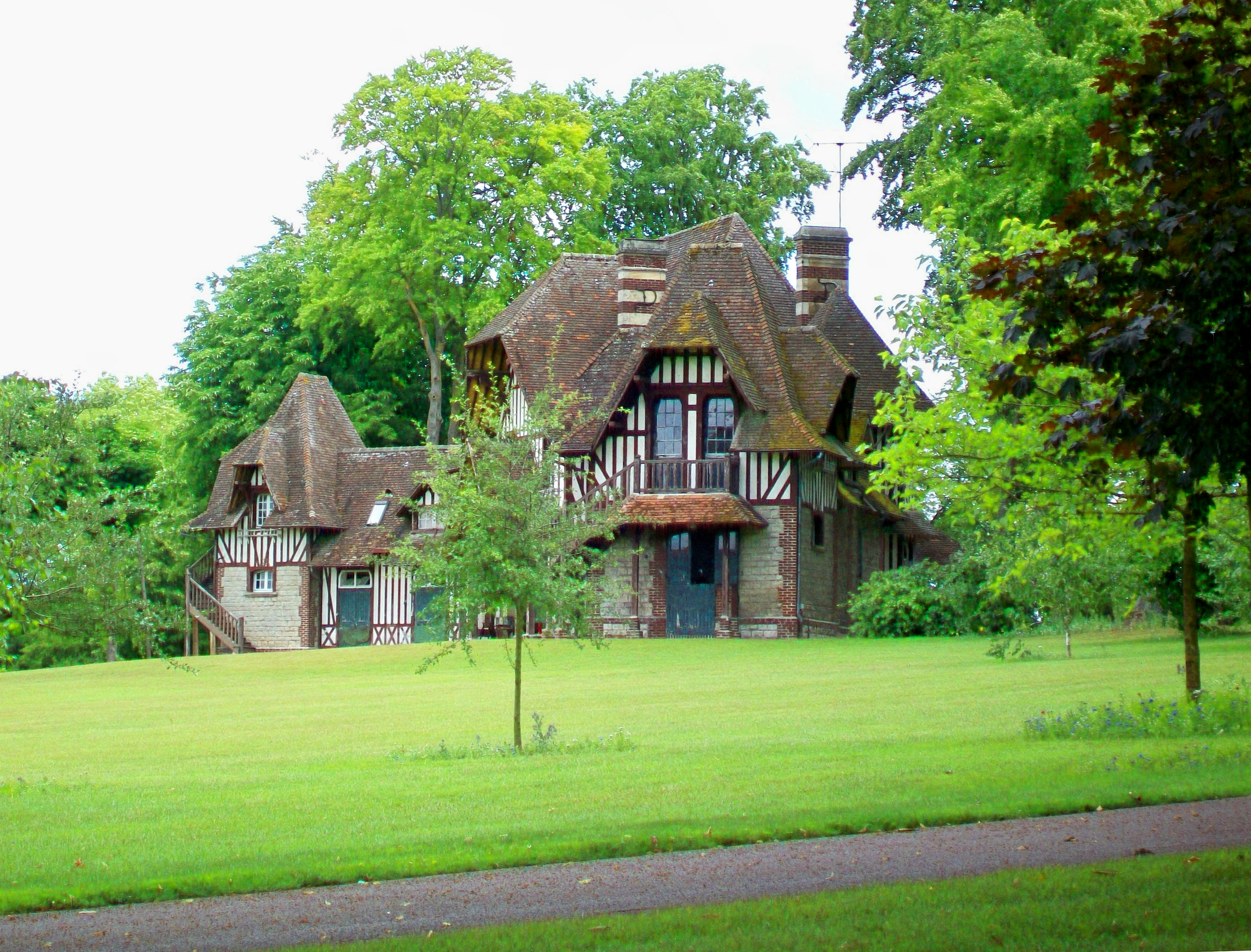
Конюшня "Нонетт"
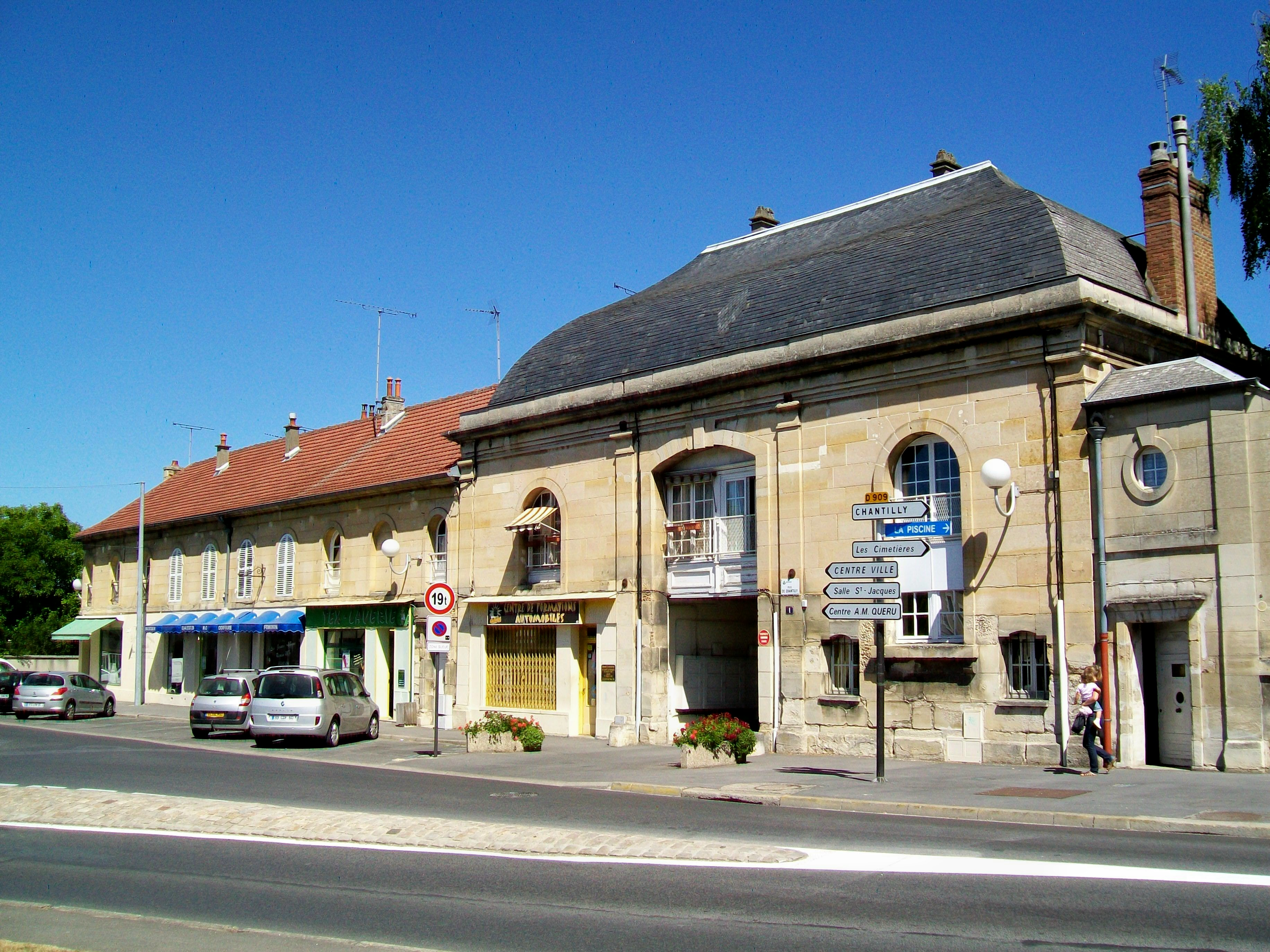
Шато Гувьё

1. 1 2  база данных о французских коммунах — Национальный географический институт Франции, 2015.